# Nagylaposnok

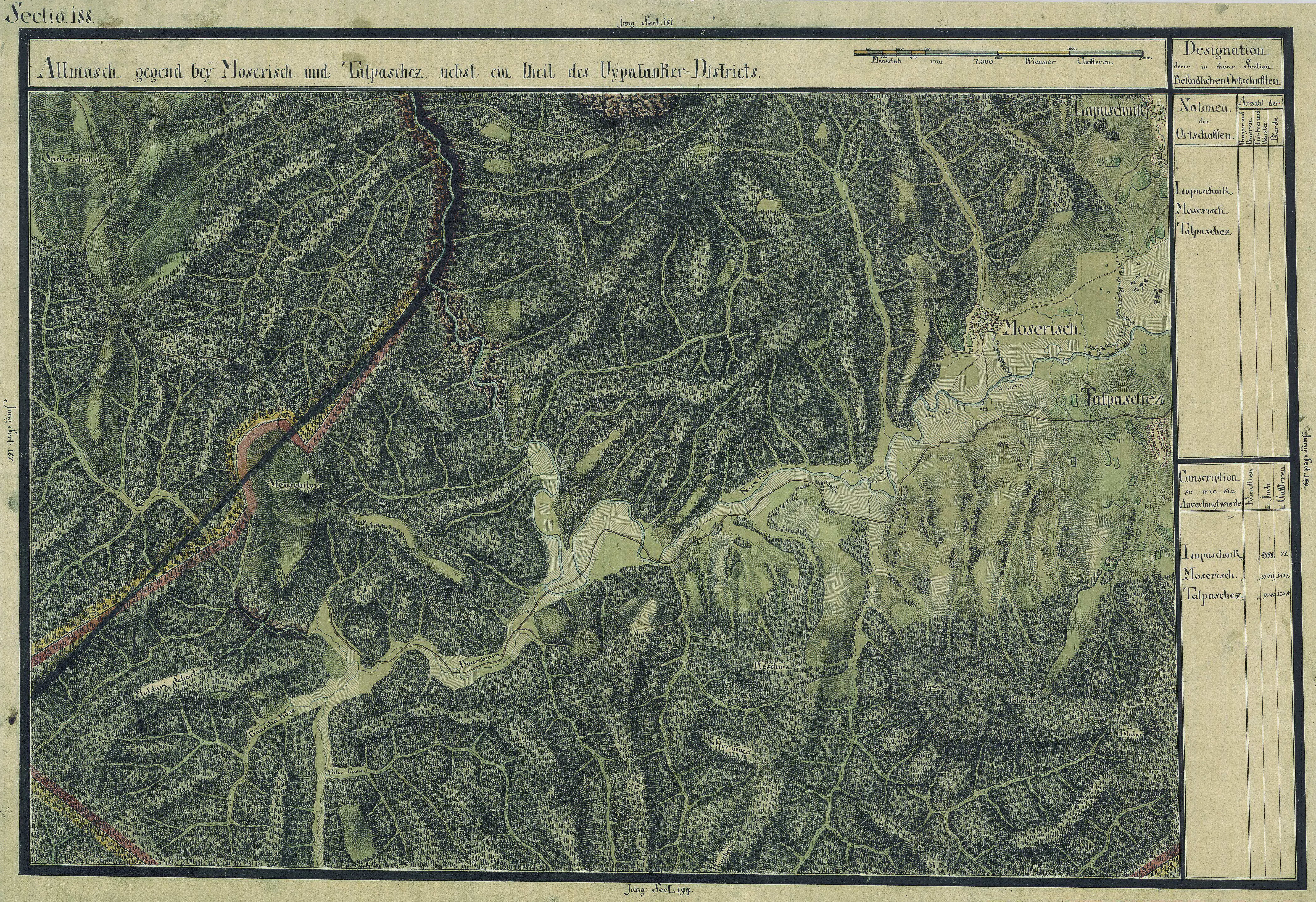
Nagylaposnok egy régi térképen

Nagylaposnok (Lăpușnicu Mare), település Romániában, a Bánságban, Krassó-Szörény megyében.

## Fekvése
Bozovicstól délnyugatra fekvő település.

## Története
Nagylaposnok nevét 1540-ben említette először oklevél Lapusnik néven. 1808-ban Lapusnik, Lapuschnik néven írták.
1910-ben 2247 lakosából 2197 román volt. Ebből 2242 görögkeleti ortodox volt.
A trianoni békeszerződés előtt Krassó-Szörény vármegye Bozovicsi járásához tartozott.

## Nevezetességek
- 1770-ben épült, 1890-ben átalakított, a Szentlélek alászállásának szentelt temploma a romániai műemlékek jegyzékében a CS-II-m-B-11124 sorszámon szerepel.[1]